# Røde Hav (Sudan)
 Ikke at forveksle med Det Røde Hav.
Røde Hav (Sudan) (arabisk: البحر الأحمر; oversat: al-Bahr al-Ahmar) er en af Sudans 15 delstater (wilayat), og er beliggende i den nordøstlige del af landet, med grænse mod Egypten i nord og kyst ud mod Røde Hav i øst. Befolkningen udgjorde 1.396.110 indbyggere ifølge en folketælling i 2008, på et areal på 218.887 km2.
Den administrative hovedby er Port Sudan.
Både Egypten og Sudan gør krav på Hala'ib Trekanten, et landområde ved det Røde Hav, som Sudan anser tilhøre delstaten al-Bahr al-Ahmar.

## Administrativ inddeling
Delstaten er inddelt i otte mahaliyya:
1. Aquiq
2. Bur Sudan (Port Sudan)
3. Dungunab
4. Halayib
5. Haya
6. Sawakin
7. Sinkat
8. Tokar